# カイドゥ・カン
カイドゥ・カン（Qaidu qan）は、モンゴル部ボルジギン氏族の族長の一人。ボルジギン氏の始祖ボドンチャルの5世孫で、モンゴル帝国の始祖チンギス・カンの6世祖に当たる。『元史』などの漢文史料では海都(hǎidōu)、『集史』などのペルシア語史料では قايدو(Qāydū)と記される。

## 概要
カイドゥ・カンはチンギス・カンの祖先の中でも比較的多くの記録が残されており、特に『集史』「ドゥトゥム・マナン紀」及び『元史』巻1太祖本紀には詳細な記録が残されているが、何故か『元朝秘史』には簡単な記述しか存在しない。
『集史』「ドゥトゥム・マナン紀」によると、カイドゥ・カンが生まれた頃、ケルレン河流域には70クリエン＝7万の部民を有する強大なジャライル・ウルスという勢力が存在し、モンゴル・ウルスを始め周囲の諸勢力と争っていた。ある時、ヒタイ（契丹）の軍勢がジャライル・ウルスを攻めてきたが、ジャライル人はヒタイ人がケルレン河を渡れないと信じ込んで侮り、帽子や袖を振って「ここまでやって来て、我々の家畜を掠奪してみろ」と挑発した。そこでヒタイ人は薪や木切れを集めて筏を組み、ケルレン河を渡ってジャライル人を子供に至るまで皆殺しにしてしまった。
ヒタイ兵から逃れたジャライル部のある一団はケルレン河を遠く離れて逃亡し、遂にモナルンの治めるモンゴル部の近くにまで至った。ジャライル人はスドスンという食用になる植物の根を地面から掘り返して食べていたため、モンゴル部の牧地は穴だらけの無惨な状態となってしまった。たまたま車に乗って外にでていたモナルンはこのような光景を見て激怒し、「この土地は我が子達が馬を走らせる場所であるのに、何故穴を掘って台無しにしてしまったのだ」と述べて馬車でジャライル人の子供を轢き、ジャライル人の中には死人まで出た。これに怒ったジャライル人はモナルンの馬を追い立てて連れ去ってしまったため、モナルンの子供達もこれを聞いて怒り、鎧もつけずジャライル人を追っていった。鎧もつけずに出て行った息子達を心配したモナルンは嫁たちに鎧を持って行かせたが間に合わず、果たしてモナルンの子供達はジャライル人の攻撃を受けて皆殺されてしまい、勝勢に乗じてジャライル人はモナルンたちまでも殺し、モンゴル部は壊滅状態に陥った。
この事件の後、モナルンの家族の中ではメネン・トドンの末弟でバルグト部に婿入りしていたナチンと、メネン・トドンの息子のカイドゥのみが生き残り、この両者によってモンゴル部の復興が果たされる。しかし、モンゴル部の復興に至る経過は『集史』と『元史』でやや異なり、まず『集史』では事件が起こった時にカイドゥとナチンはともに婿入り先の部族に滞在しており、ジャライル人が攻めてきた時にはナチンが馬乳酒を入れておく酒樽に似た大きな壷の下にカイドゥを隠して保護し、その後成長したカイドゥはバルグジン・トクムに移住して勢力を蓄えモンゴル部族を復興させたとする。
一方、『元史』は事件が起こった時にカイドゥはモナルンの下に居たが、乳母が積み木の中に隠したので一族の中で唯一助かったとする。その後、婿入り先の部族にいたので難を逃れたナチンが実家を訪れると、傷ついた老婆10数名とカイドゥしかおらずなすすべもなくいたが、幸運にもジャライル人が連れ去った殺されたナチンの兄の黄毛馬が3度も竿をかけられながら逃れて戻ってきた。この馬に乗ったナチンは馬飼いのふりをしてジャライル人の下に向かった所、今度は殺された兄の飼っていた鷹を持つ父子に行き会った。ナチンは近くによって若い方に「赤毛の馬が馬群を連れて東へ走って行くのを見なかったか」と尋ねたが、若者は「見ていない」と答え、逆にナチンに「爾の通ってきたところには鴨や雁はいたか」と質問してきたので、ナチンは彼等を偽って案内してやることにした。河の湾曲している所で親を引き離したナチンは隙を見て息子の方を刺し殺し、馬と兄の鷹を繋ぐと親の方に向かった。親はナチンに向かって「鴨や雁を射に来た私の息子は、何故横になって動かないのか」と尋ねたが、ナチンは鼻血を出して倒れてるのだとはぐらかし、親が怒った所を隙を見て刺し殺した。その後更に進んだナチンは数百の馬がいるのを見つけたが、見張りをしているのは子供が数人のみであった。ナチンは近くまでよってこれが殺された兄たちから奪われた馬であると確認し、子供たちに問いただしたが、やはりしらを切られたので、近くに誰もいないことを確認して子供達を皆殺しにし、馬を連れてカイドゥの下に帰った。それからナチンは老婆たちとカイドゥを連れてバルグジン・トクムに移住し、カイドゥが成長するとバルグジン・トクムの民とともにカイドゥを君主（カン）に戴いてモンゴル部を復興させた。
モンゴル部の長となったカイドゥは兵を率いてジャライル部の残党に報復し、その生き残りを自らの傘下に収めた。『集史』「ジャライル部族志」には「彼等（ジャライル人）の妻子は総てモナルンの息子カイドの家人(bande) とし、彼等のうちの何人かの子供は捕虜 (asiri)とみなし、カイドゥ一門の家人(bande)とした」とあり、これ以後ジャライル部族の人間はモンゴル部ボルジギン氏の譜代家人（オテグ・ボゴル）になったと説明する。
以上のように、ジャライル・ウルスの攻撃でモンゴル・ウルスは一度壊滅状態に陥ったが、ナチンの助力もあって逆にジャライル・ウルスを併合して更にモンゴル・ウルスは強大になったというのがカイドゥにまつわる伝承であった。

## 『遼史』に見られる記述
以上のような『元史』・『集史』に見られるジャライル・ウルスの滅亡は、『遼史』に記される敵烈部の滅亡に相当するのではないかと考えられている。『遼史』によると、1014年（開泰3年）に敵烈部の夷剌（イラ）なる人物が酋長の稍瓦（シャワ）を殺して叛乱を起こし、近隣の部族もこれに呼応して遼の巨母古（クムク）城を攻め落としてしまった。これに対し、遼は叛乱鎮圧のために耶律世良を派遣し、翌1015年夏にはまず敵烈部に呼応した阻卜部（ケレイト部）・烏古部（タタル部）を撃破し、敵烈部をも一旦服属させた。しかし、遼の朝廷では敵烈部による叛乱の再発を防ぐため内地に移住させる計画が唱えられており、耶律世良がこの計画を実行する隙を突いて敵烈部は再び叛乱を起こした。再度の叛乱に懲りた耶律世良は敵烈部を再度撃破してその成年男子（丁壮）を皆殺しにしてしまった。その後も遼軍の隙を突いた敵烈部の逆襲があり、将の一人勃括を討ち漏らすという失態があったものの、最終的には生き残りの敵烈部人をケレイト河沿いに移住させてそこに住まわせた。
このような、『遼史』に描かれる敵烈部の滅亡は時代・場所ともにジャライル・ウルスの滅亡と酷似しており、同一の事件を指していると考えられる。この事件で遼軍の攻撃を逃れた敵烈部人＝ジャライル人がモンゴル部への攻撃を行ったのだとすると、カイドゥ・カンが活躍したのは11世紀前半のことであったと見られる。